# Aphantopus pseudoocellatus
Aphantopus pseudoocellatus är en fjärilsart som beskrevs av Bergman 1952. Aphantopus pseudoocellatus ingår i släktet Aphantopus och familjen praktfjärilar. Inga underarter finns listade i Catalogue of Life.